# Martin Kliehm
Martin Kliehm (né en 1968 à Francfort-sur-le-Main) est un producteur et disc jockey de techno hardcore, et homme politique allemand.

## Biographie
Le style musical de Martin Kliehm est catégorisé gabber ou à la techno hardcore, au speedcore, et au terror. Il est DJ depuis 1993, fondateur du label discographique Bembelterror Frankfurt en 1995, et a participé à la Fuckparade en 1997 avec XOL DOG 400. Entre 1997 et 2009, Kliehm anime sa propre émission de radio sur la station de radio non commerciale Radio X.
En 2010, il adhère au Parti des pirates. En 2011, Kliehm se présente pour son parti aux élections municipales de Francfort-sur-le-Main. Il fait partie du parlement local en tant que conseiller municipal au sein du groupe ELF Piraten. En septembre 2014, il quitte le Parti des pirates. Il continue d'exercer son mandat, depuis novembre 2014 au sein du groupe parlementaire de la gauche. Le 1er février 2015, il adhère également au parti Die Linke. Lors des élections municipales de 2016 en Hesse, Kliehm est réélu pour le Parti de Gauche à l'assemblée municipale de Francfort, dont il devient le président du groupe. Depuis les élections municipales de 2021, Kliehm ne fait plus partie de l'assemblée municipale. L'année suivante, il annonce son départ du Parti de gauche, notamment en raison de la position d'une grande partie du parti sur l'invasion russe de l'Ukraine. Il ne souhaite pas adhérer à un nouveau parti à l'avenir, mais soutenir différentes organisations, y compris financièrement, comme le Secours Rouge ou des « initiatives qui s'engagent en faveur des personnes ayant fui l'Ukraine ». 